# اچ‌ام‌اس آنتیگوا (کی۵۰۱)

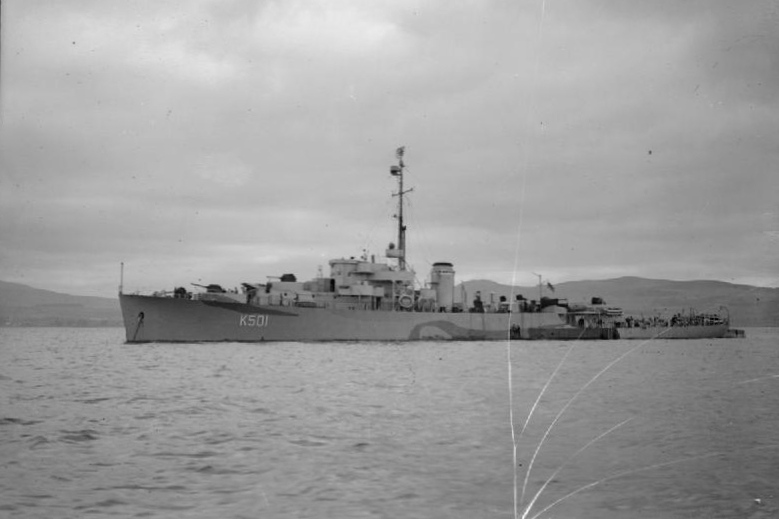
اچ‌ام‌اس در سال 1944

|}اچ‌ام‌اس آنتیگوا (کی۵۰۱) (به انگلیسی: HMS Antigua (K501)) یک کشتی بود که طول آن ۳۰۳ فوت ۱۱ اینچ (۹۲٫۶۳ متر) بود. این کشتی در سال ۱۹۴۳ ساخته شد.